# Hanky Panky (Madonna-Lied)
Hanky Panky ist ein Popsong der US-amerikanischen Sängerin und Songwriterin Madonna. Er wurde als zweite und letzte Single aus ihrem Soundtrackalbum I’m Breathless am 30. Juni 1990 bei Sire Records veröffentlicht. Das Lied verursachte wegen des sexuellen und kitschigen Liedtextes (to have a bit of hanky-panky = ein bisschen rumfummeln) viel Kontroverse und Kritik. Madonna sang das Lied nur auf zwei Welttourneen live – 1990 auf der Blond Ambition World Tour und 2004 auf der Re-Invention World Tour. Das Lied wurde beim Finale der 3. Staffel von Ally McBeal mit dem Titel The Musical, Almost gespielt.

## Kommerzieller Erfolg
Hanky Panky stieg in den amerikanischen Billboard Hot 100 in der Woche zum 30. Juni 1990 auf Platz 40 ein. Zu diesem Zeitpunkt stand ihr Welthit Vogue noch auf Platz 1. Nach mehreren Wochen erreichte die Single Platz 10 und wurde am 19. September 1990 von der RIAA mit Gold ausgezeichnet. Diese Single war die erste von Madonna seit Like a Virgin, die es nicht in die Französischen Charts schaffte. Hanky Panky wurde ein Top-Ten-Hit in Australien, Irland, Italien, dem Vereinigten Königreich und den Vereinigten Staaten. Zudem erreichte der Song Top-20-Platzierungen in vielen Ländern weltweit. In Großbritannien verfehlte die Single mit über 205.733 verkauften Exemplaren knapp Platz 1.

## Musikvideo
Es wurde kein offizielles Musikvideo für Hanky Panky gedreht; stattdessen wurde ein Live-Auftritt des Liedes von der Blond Ambition World Tour als Musikvideo verwendet.

## Charts
| ChartsChartplatzierungen       | Höchstplatzierung | Wochen |
| ------------------------------ | ----------------- | ------ |
| Deutschland (GfK)              | 21 (15 Wo.)       | 15     |
| Österreich (Ö3)                | 20 (5 Wo.)        | 5      |
| Schweiz (IFPI)                 | 15 (6 Wo.)        | 6      |
| Vereinigtes Königreich (OCC)   | 2 (9 Wo.)         | 9      |
| Vereinigte Staaten (Billboard) | 10 (11 Wo.)       | 11     |